# Der Mann im braunen Anzug
Der Mann im braunen Anzug (Originaltitel The Man in the Brown Suit) ist der vierte Kriminalroman von Agatha Christie. Er erschien zuerst im Vereinigten Königreich am 22. August 1924 bei The Bodley Head und etwas später im selben Jahr in den USA bei Dodd, Mead and Company. Die deutsche Erstausgabe wurde 1963 im Scherz Verlag in der bis heute verwendeten Übersetzung von Margret Haas veröffentlicht.

## Einführung
Wie in Ein gefährlicher Gegner konzentriert sich der Roman weniger auf die eigentliche Ermittlung, sondern ist von der Struktur wie ein Thriller angelegt. Er verfolgt die Abenteuer von Anne Beddingfeld, die nach dem Tod ihres Vaters in die Welt von Diamantendieben, Mördern und politischen Intrigen an den exotischsten Schauplätzen Südafrikas gerät. In diesem Roman hat Colonel Race seinen ersten Auftritt. Der Leser trifft ihn später in Mit offenen Karten, Blausäure und Der Tod auf dem Nil wieder.

## Handlung
Nach dem Tod ihres Vaters, eines Archäologen, steht Anne Beddingfeld völlig mittellos da. Ihr ganzes Leben hat sie auf dem Land gelebt. Nun will sie sich in London eine neue, eigene Existenz aufbauen. Von einem erfolglosen Bewerbungsgespräch zurückkehrend, steht sie auf dem Bahnsteig der U-Bahn-Station Hyde Park Corner. Sie steht einem Mann gegenüber, dieser blickt über ihre Schulter und erschrickt so sehr, dass er ins Taumeln gerät, auf die Schienen stürzt und getötet wird. Ein Arzt ist sofort zur Stelle, kann aber nur noch den Tod feststellen. Der Arzt verschwindet plötzlich, verliert aber einen kleinen Zettel. Anne hebt den Zettel auf. Darauf steht: 17. 122 Kilmorden Castle.
Die offizielle Version über den Tod des Unbekannten, der als L. B. Carton identifiziert wird, lautet Selbstmord. In seiner Tasche findet man einen Besichtigungsschein eines Immobilienmaklers für ein zu vermietendes Haus – The Mill House in Marlow. Am nächsten Tag berichten die Zeitungen, dass in diesem Haus eine tote Frau gefunden wurde – erwürgt. Das Haus gehört dem Parlamentsmitglied Sir Eustace Pedler, der im Urlaub an der französischen Riviera ist.
Anne war im Krieg Krankenschwester, deshalb fällt ihr nun auf, dass der „Arzt“ den Toten nicht so untersucht hat, wie sie es von den Ärzten aus dem Krieg her kannte. Sie entscheidet sich Scotland Yard aufzusuchen, doch nimmt man dort ihre Schilderungen nicht ernst. Sie trifft sich daraufhin mit Lord Naseby, dem Herausgeber der Zeitung „Daily Budget“. Er bietet ihr an, falls sie etwas Interessantes über den Selbstmord in der U-Bahn herausfände, dies in seiner Zeitung zu veröffentlichen. Nach fruchtlosen Ermittlungen in Mill House findet Anne heraus, dass Kilmorden Castle der Name eines Schiffes ist, das am 17. Januar 1922 von Southampton mit dem Ziel Kapstadt auslaufen soll. Mit dem Geld des väterlichen Erbes, das dem exakten Fahrpreis entspricht, bucht sie eine Passage auf diesem Schiff.
An Bord macht Anne die Bekanntschaft mit anderen Passagieren. Auf dem Schiff befindet sich auch Sir Eustace Pedler, der von der Regierung beauftragt wurde, ein vertrauliches Dokument zu General Smuts nach Südafrika zu bringen. Er entpuppt sich als ein krimineller Diamantenschmuggler, der, seine Position ausnutzend, schwere Verbrechen auf internationalem Niveau und im großen Stil begeht. Nach zahlreichen Verwicklungen, bei denen die Handlung manche Haken schlägt, können John Eardsley und Colonel Race Sir Eustace als Täter und Drahtzieher zur Strecke bringen. John und Anne heiraten und ziehen auf eine im Sambesi gelegene Insel, während Colonel Race das Familienvermögen und den -grundbesitz verwaltet.

## Personen in Der Mann mit dem braunen Anzug
- Anne Beddingfeld, die verwaiste Tochter von Professor Beddingfeld, eines berühmten Archäologen
- John Eardsley, Sohn von Sir Laurence Eardsley, eines Südafrikanischen Bergbaumagnaten, alias Harry Rayburn
- Colonel Johnny Race, ein entfernter Cousin von Sir Laurence Eardsley
- Suzanne Blair, eine Dame der besseren Gesellschaft – eine Societylady
- Sir Eustace Pedler, Parlamentsmitglied, alias 'Der Oberst', ein kriminelles Superhirn
- Guy Pagett, Sir Eustace Pedlers Sekretär
- Anita Grünberg alias Nadina alias Mrs. de Castina – ehemalige Agentin des 'Oberst'
- Arthur Minks alias Pfarrer Edward Chichester alias Miss Pettigrew alias Graf Sergius Paulovitch – ein Agent des 'Oberst'
- Harry Lucas, Freund von John Eardsley, gefallen im Krieg
- Mr. Flemming, Rechtsanwalt, und seine Frau, Annes Vormund nach dem Tod ihres Vaters
- L. B. Carton, Ehemann von Anita Grünberg und Opfer an der U-Bahn-Station Hyde Park Corner.
- Inspector Meadows von Scotland Yard
- Lord Naseby, Eigentümer der Daily Budget und Annes Chef
- Ein rotbärtiger Holländer, ein Agent des 'Oberst'
- Mrs. Caroline James, Frau des Gärtners in Mill House.

## Kritiken
Die Kritiker-Reaktionen auf diesen Roman waren gemischt. Bemängelt wurde vor allem der Ausflug der Autorin ins kolportagehafte Thriller-Genre und der Verzicht auf den Meisterdetektiv Hercule Poirot. Die schreibtechnischen Fähigkeiten und der Humor Christies wurden allerdings einhellig gelobt. "Der Mann im braunen Anzug" gehört zu Christies weniger erfolgreichen Romanen.
The Times Literary Supplement besprach diesen Roman in seiner Ausgabe vom 25. September 1924. Die Kritik betont den „Thriller-mit-Abenteuer“-Stil des Buches und schließt: „Die Autorin stellt so viele Fragen an den Leser in ihrer Geschichte, Fragen, die er nur falsch beantworten kann, und auch der erfahrenste Leser von Romanen wird vom richtigen Kurs abkommen und den Hafen nicht erreichen, gehindert durch Treibsand, Blut, Diamanten, Geheimdienste, wechselnde Identitäten, Entführung und Gewalt, die das Geheimnis behüten“.
Der unbekannte Autor im The Observer vom 7. September 1924 sagt, dass „Miss Christie in diesem Buch eine kühne und eine bedauerliche Sache gemacht hat. Sie hat auf Hercule Poirot verzichtet, ihren eigenen Sherlock Holmes, dessen Präsenz, Gutmütigkeit und Unfehlbarkeit in erster Linie den Erfolg ihrer früheren Bücher ausgemacht hat.“ Nach dem Vergleich von Poirot mit Harry Rayburn fährt der Autor fort, indem er sagt, dass das Buch „diejenigen enttäuschen wird, die sich an Das fehlende Glied in der Kette erinnern. Man kann fast vermuten, dass Miss Christie den Mantel von Conan Doyle mit dem von Miss Ethel M. Dell getauscht hat; ein gefährliches Manöver, denn die beiden Autorinnen sind ganz unterschiedlich im Geschmack und in der Sympathie.“ Der Autor fährt fort, indem er feststellt, dass „der Plot des Buches etwas verwirrend sei. Es gebe auch einen Prolog, der lange keine Verbindung zum Rest der Geschichte habe; und die Idee, die Passagen abwechselnd durch die Heldin und dem Tagebuch von Sir Eustace Pedler zu präsentieren, sei insgesamt gerechtfertigt, es gebe dem Ganzen einen unterhaltsamen, aber auch anrüchigen Charakter. An einem Punkt werden einige Leser ihren Zweifel haben: an der Plausibilität des Täters, er ist sicher neu in dieser Rolle. Das Buch ist wie alle Arbeiten von Miss Christie mit Geist und Humor geschrieben.“

## Autobiographische Bezüge
Das Buch hat einige Parallelen zu Ereignissen auf der Weltreise, die Christie gemeinsam mit ihrem ersten Ehemann Archibald Christie unter der Leitung von dessen ehemaligem Lehrer vom Clifton College, Major E. A. Belcher, unternommen hatte. Belcher war im Auftrag der britischen Regierung unterwegs, um für die British Empire Exhibition 1924 zu werben und hatte Archibald Christie als Assistenten engagiert. Die Reise dauerte vom 20. Januar 1922 bis zum 1. Dezember 1922. Auf dieser Reise schrieb Christie die meisten der Kurzgeschichten, die später als Poirot rechnet ab und Die Arbeiten des Herkules veröffentlicht wurden. Vor der Reise waren die Christies zum Dinner bei Belcher eingeladen. Er schlug ihr vor, einen Kriminalroman zu schreiben, der in seinem Haus, Mill House, spielt und den Romantitel „Das Geheimnis von Mill House“ tragen sollte – und er bestand auch darauf. Belcher ist die Inspiration für die zentrale Figur des Sir Eustace Pedler, der Titel wurde aber auf Wunsch von Christies Ehemann geändert. Auch das Mill House tritt in Erscheinung, es ist aber nach Marlow verschoben.
Christie fand Belcher „als Person kindisch, bedeutend und irgendwie manisch: ‚Niemals, bis heute, konnte ich mich von einer schleichenden Vorliebe für Sir Eustace losmachen‘, schrieb Christie über den fiktionalen Belcher alias Sir Eustace, dem sie mit „Der Mann im brauen Anzug“ ein Denkmal setzte. Ich weiß, das ist verwerflich, aber es ist so.“ Auch aus Anne Beddingfelds Äußerungen am Ende des Romans kann man Christies ambivalentes Verhältnis zur Hauptfigur erkennen.

## Wichtige englischsprachige und deutschsprachige Ausgaben
- 1924 Erstausgabe UK John Lane (The Bodley Head), 22. August 1924
- 1924 Erstausgabe USA Dodd Mead and Company (New York), 1924,
- 1963 Deutsche Erstausgabe in der Übersetzung von Margret Haas. Bern, Stuttgart, Wien: Scherz[3]
- 2022 Neuübersetzung von Giovanni und Ditte Bandini im Atlantik Verlag

## Hörbücher
- 2007 Der Mann im braunen Anzug 3 CDs : gekürzte Lesung. Gekürzte Fassung von Michelene Wandor. Aus dem Englischen von Tanja Handels. Gelesen von Susanne Schröder und Rainer Bock. Regie: Toni Nirschl. Der Hörverlag (München).[9]

## Verfilmungen

### The Man in the Brown Suit (1988)
Das Buch wurde 1988 von der Alan Shayne Productions in Verbindung mit Warner Brothers Television als Fernsehfilm von Alan Grint adaptiert. Deutscher Titel Mord auf hoher See. Die Adaption verlegt die Handlung aus den 1920er Jahren in die 1980er Jahre, was zu großen Veränderungen gegenüber der Vorlage führt.
Für die französische Fernsehserie Mörderische Spiele wurde Der Mann im braunen Anzug so stark verändert, dass kaum noch Ähnlichkeiten mit der Vorlage bestehen: In der zweiten Staffel als Folge 17 (2017).

## Widmung
Christies Widmung im Buch lautet:
„To E.A.B. In Erinnerung an eine Reise, einige Geschichten über Löwen und die Bitte, dass ich eines Tages das ‚Geheimnis von Mill House‘ schreibe.“
E.A.B. ist Major E. A. Belcher (siehe Autobiographische Bezüge oben).